# Vaterlandslied, WAB 92
Vaterlandslied, WAB 92, est un chant patriotique composé par Anton Bruckner lors de son séjour à Linz.

## Historique
Bruckner a composé cette œuvre sur un texte d'August Silberstein en novembre 1866, lors de son séjour à Linz, en même temps que le Vaterländisch Weinlied, à la demande de Anton M. Storch. Bruckner a dédié l'œuvre à la Niederösterreichischer Sängerbund (l'association des chanteurs de la Basse-Autriche). L'œuvre a été exécutée par la Liedertafel Frohsinn le 4 avril 1868, dans la Redoutensaal de Linz,.
Le manuscrit original est perdu, mais une copie est archivée à lÖsterreichische Nationalbibliothek. L'œuvre a d'abord été publiée par Doblinger, Vienne en 1902, avec Der Abendhimmel, WAB 56. Elle est éditée dans le Volume XXIII/2, no 20 de la Bruckner Gesamtausgabe.
L'œuvre de relativement grande dimension (treize pages dans la Bruckner Gesamtausgabe), qui est considérée comme l'une des meilleures œuvres pour chœur d'hommes de la période de Linz, est restée dans le répertoire de Frohsinn. Elle a aussi été exécutée lors de la Bruckner-Feier de 1924 (centenaire de la naissance de Bruckner).

## Texte musique
Vaterlandslied utilise un texte du Trutz-Nachtigall d'August Silberstein.
| O könnt' ich dich beglücken, Wie wollt' ich selig sein, O du mein höchst Entzücken, Du lieb Vaterland mein! Willst du mein Leben, Willst du mein Blut, Ich will's dir geben, Gar treu und gut! Wie sollt' ich dich nicht lieben, Da du so herrlich bist, Es lacht ja hier wie drüben Die Flur zu jeder Frist. Lockt's mich zu Auen, Streb' ich zur Höh', O Reiz zu schauen, Wohin ich geh! Du Heimat, Land, voll Klarheit, Voll edlem Geisteslicht, Du Land voll edler Wahrheit, O dich verlass ich nicht. Ob manche Blüte Fern gedeiht, In deinem Gemüte Die Herrlichkeit! Wie süß, mit dir zu leben, Für dich dem Tod sich weih'n, Mein Geist wird dich umschweben, Geh' ich zu Ew'gem ein. O Gott, beschirme Dies deutsche Blut, Lenk' es durch Stürme Zu höchstem Gut. | O, si je pouvais te rendre heureuse, Comme je serais ravi, Toi, mon plus grand plaisir, Toi, ma chère patrie ! Si tu veux ma vie, Si tu veux mon sang, Je te les donnerai Volontiers et fidèlement ! Comment pourrais-je ne pas t'aimer, Quand tu es si glorieuse, Ta campagne ici et là Me sourit à tout moment. Quand tes prairies m'attirent, J'ambitionne tes hauteurs, Quel charme à admirer Partout où je vais ! Toi, patrie, pleine de clarté, Pleine de noble inspiration, Toi, terre plein de noble vérité, O, je ne te quitte pas. Même si une floraison Devait s'épanouir très loin, Dans ton âme Quelle magnificence ! Qu'il est doux de vivre avec toi, Me consacrer à mourir pour toi, Mon âme planera au-dessus de toi, Quand je rejoindrai l'éternité. O Dieu, protège Ce sang allemand, Guide-le à travers les tempêtes Pour son plus grand bien. |

## Composition
L'œuvre de 87 mesures en la bémol majeur, conçue pour chœur d'hommes (TTBB) et solistes ténor et baryton, est en quatre sections : A (strophes 1 & 2, 21 mesures), A (strophes 3 & 4, 21 mesures), B (strophes 5 & 6, 20 mesures), A (strophes 7 & 8, 21 mesures) avec une coda de 4 mesures.

## Discographie
Il existe un seul enregistrements de l'œuvre :
- Reiner E. Moritz, Anton Bruckner - The making of a giant – BR : Arthaus Musik NTSSC, 2021
Un enregistrement de sept motets[5], et deux œuvres chorales profanes : Du bist wie eine Blume et le Vaterlandslied par Alexander Koller avec le Hard-Chor-Linz et la Linzer Sängerakademie, est annexé à ce documentaire.

## Sources
- Anton Bruckner – Sämtliche Werke, Band XXIII/2: Weltliche Chorwerke (1843-1893), Musikwissenschaftlicher Verlag der Internationalen Bruckner-Gesellschaft, Angela Pachovsky et Anton Reinthaler (Éditeurs), Vienne, 1989
- Cornelis van Zwol, Anton Bruckner 1824-1896 – Leven en werken, uitg. Thot, Bussum, Pays-Bas, 2012.  (ISBN 978-90-6868-590-9)
- Uwe Harten, Anton Bruckner. Ein Handbuch. Residenz Verlag, Salzbourg, 1996.  (ISBN 3-7017-1030-9).
- Crawford Howie, Anton Bruckner - A documentary biography, édition révisée en ligne